# Вълново спояване
Спойка вълна (на английски: wave soldering, „вълново спояване“) е спояване на изводите на компонентите към печатната платка чрез кратковременно потапяне на долната повърхност на платката и изводите на компонентите в разтопения припой, подаван във формата на стояща вълна: припоят омокря контактните площадки на токопроводящите пътечки („пистите“) и прониква нагоре през отворите под действието на капилярните сили, с което се образува спойката (споеното съединение) с изводите на компонентите. Използва се основно при т. нар. монтаж през отвори, но доста по-рядко и при повърхностен монтаж с чип-компоненти.

## Развитие
Технологията на спояване има дълга история, много изобретатели са давали приноса си през годините. Технологията „спойка вълна“ е разработена през 50-те години на XX век във Великобритания за запояване на компоненти за монтаж през отвори в платки. Тъй като тези компоненти вече са заменени до голяма степен от чип-компоненти (наричани SMD-компоненти, от английски: surface mounted device – компонент за монтиране на повърхността), методът спойка вълна е заменен от методи с припойна паста. При повърхностния монтаж роботи разпределят и залепват компонентите по повърхността на платката, преди тя да постъпи в пещ с контролирано нагряване.
Спойка вълна все пак се използва, когато технологията за повърхностен монтаж не е подходяща (например устройства с голяма мощност и конектори с голям брой пинове) или където преобладава обикновеният монтаж през отвори.
Съществува и т. нар. селективно запояване, когато върху печатните платки, наред с обикновени компоненти, трябва да се запоят и такива, които могат да бъдат повредени от топлината. Тези компоненти се презареждат и запояват след запояване на обикновените компоненти. Процесът се осъществява на машини за селектирано спояване.

## Процес
Процесът се състои от следните етапи:
- Нанасяне на флюс. Използват се течни флюсове, които се нанасят чрез разпрашване или разпенване.
- Предварително подгряване – за улесняване на запояването. Използва се конвекция (със завихряне на топлия въздух) или инфрачервени излъчватели. Като правило, разликата между температурите на спояване и на подгряване не трябва да е повече от 120 °C. Това значи, че при температура на спояване 250 °C платката се нагрява до около 130 °C.
- Запояване – след подготвителните операции платката се придвижва по конвейера до резервоара с разтопен припой. В него чрез помпа се създава непрекъснат поток на разтопения припой, а вълната от припой се появява през отвор. Припоят омокря контактните площадки и изводите на компонентите и прониква нагоре през отворите, и така се образуват спойките. За да се гарантира качеството на запояване, платките се подават под ъгъл. Оптималният ъгъл на наклон осигурява оттичане на излишния припой и предотвратява образуването на мостчета между площадките. Скоростта на подаване на платките се избира в зависимост от дизайна на платката и използваните компоненти. Температурата на спояване възлиза на 250 °C за припои, съдържащи олово, и с 10 – 30 °C повече за безоловни припои, т.е. от 260 до 280 °C.
- Охлаждане – трябва да става с разумна скорост. Много бързото охлаждане може да деформира платката, а много бавното – да я направи чуплива.
- Почистване – някои типове флюсове не изискват почистване; при необходимост платките се почистват с разтворители или дейонизирана вода.

## Припои
Припоите са сплави на калай, олово и други метали. Използваните комбинации зависят от желаните свойства. Типичният калаено-оловен припой има химичен състав от 50% калай, 49,5% олово и 0,5% антимон., както и калай (63%)/ олово (37%) с точка на топене около 180 – 190 °C. Последната комбинация е здрава, има ниска точка на топене и се разтопява и се настройва бързо. По-високия състав на калай дава на спойката по-добра устойчивост на корозия, но повишава температурата на топене. Друг често срещан състав е 11% калай, 37% олово, 42% бисмут и 10% кадмий. Тази комбинация има ниска точка на топене и е полезна за компоненти за запояване, които са чувствителни към топлина. Прибавянето на антимон увеличава механичната якост, бисмутът значително понижава точката на топене и подобрява омокряемостта.
Директивата RoHS доведе до премахване на оловните спойки в съвременното производство на потребителска електроника и вече се използват алтернативи без олово. Обикновено това са както калаено-сребърно-медни, така и калаено-медно-никелови сплави, като една обичайна сплав е 99,25% калай, 0,7% мед, 0,05% никел и <0,01% германий.

## Дефекти
При процеса на вълновото спояване могат да възникнат различни дефекти, като студени спойки, повдигнати компоненти, лошо омокряне и др.